# Philipp-Reis-Plakette

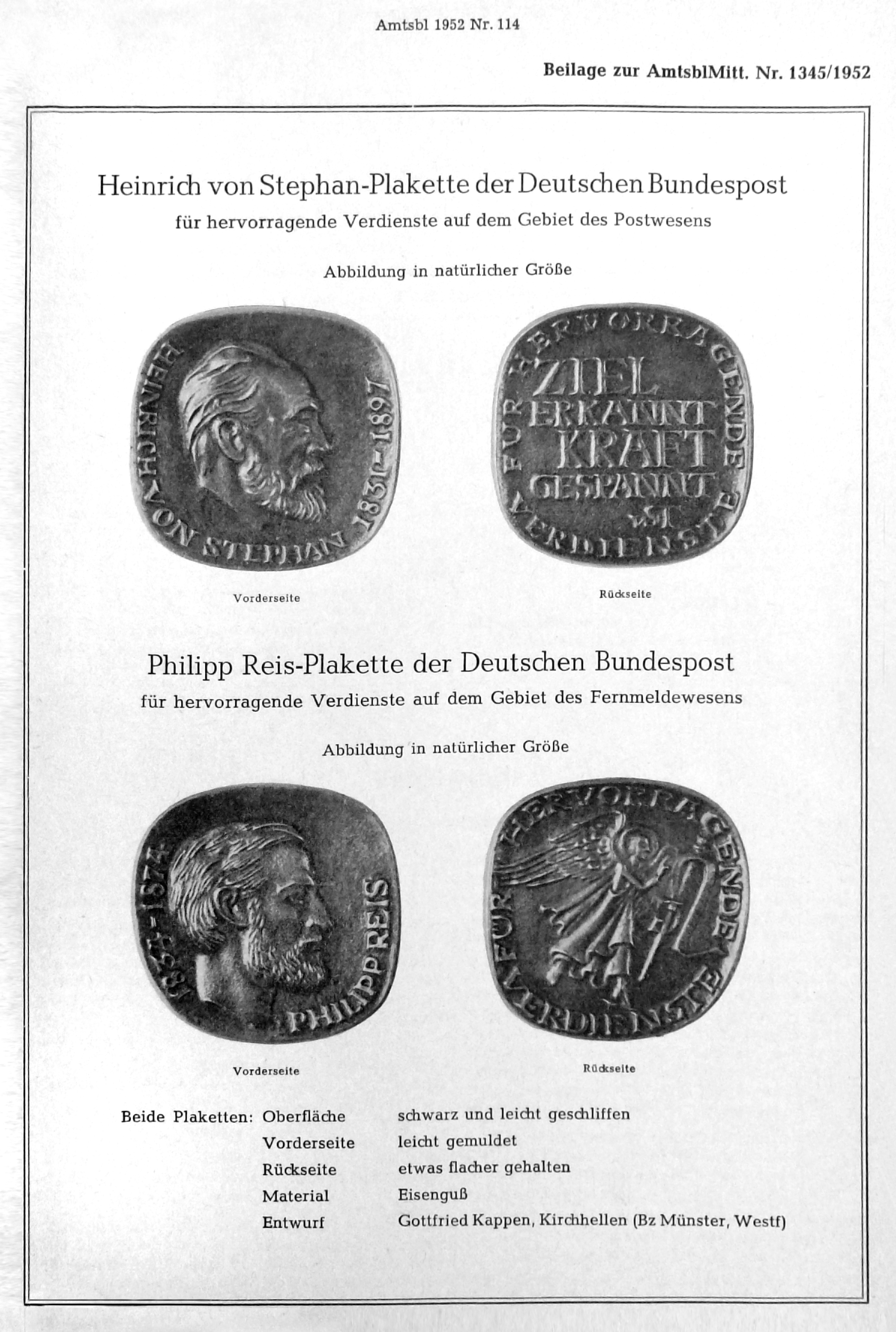
Abbildungen der beiden Plaketten in der Beilage zur Amtsblatt-Nummer 1334/1952

Die Philipp-Reis-Plakette (ursprünglich: „Philipp Reis-Plakette der Deutschen Bundespost“) wurde vom Bundespostminister Hans Schuberth am 26. Oktober 1952, zusammen mit der Heinrich-von-Stephan-Plakette der Deutschen Bundespost gestiftet.

## Anlass
Um Persönlichkeiten, die sich auf dem Gebiet des Fernmeldewesens hervorragend verdient gemacht haben, den Dank und die Anerkennung der Deutschen Bundespost öffentlich zum Ausdruck zu bringen, stiftete der Bundespostminister Hans Schuberth die Philipp Reis-Plakette.
Der Verleihungstag ist gewählt, weil am 26. Oktober 1861 Philipp Reis im Physikalischen Verein zu Frankfurt am Main den ersten öffentlichen Experimentalvortrag über den von ihm erfundenen Fernsprecher hielt, und weil 1877, ebenfalls am 26. Oktober, Heinrich von Stephan den Fernsprecher zum staatlichen Nachrichtenmittel bestimmt hat.
Nach der Auflösung des Bundespostministeriums 1998 nimmt der Bundeswirtschaftsminister die Verleihung an verdiente Persönlichkeiten aus Wissenschaft, Wirtschaft und auf dem Gebiet der Telekommunikationsdienstleistungen wahr.

## Plakette und Urkunde
Die Plakette ist 52 × 52 Millimeter groß und zeigt auf der Vorderseite das Bild von Philipp Reis und am Rande die umlaufende Schrift „Philipp Reis 1834–1874“". Die Rückseite zeigt das Bild des Erzengels Gabriel mit Botenstab und Schriftband und am Rande die umlaufende Schrift „Für hervorragende Verdienste“. Der Entwurf für die Plakette stammt von Gottfried Kappen aus Kirchhellen.
Die Preisträger erhielten eine Verleihungsurkunde mit der Unterschrift des Bundespostministers und wurden im Amtsblatt der Bundespostministeriums bekannt gegeben. Die Plakette geht in das Eigentum des Preisträgers über.

## Preisträger
1. 1952: Martin Hebel[2]
2. 1953: Karl Küpfmüller[2][3]
3. 1954: Karl Dohmen[2][4]
4. 1955: Hans Rukop[2][5]
5. 1956: Bruno Pohlmann[2]
1957: keine Verleihung[2]
6. 1958: Hans Raettig[2][6]
7. 1959: Hermann Düll[2][7]
1960: keine Verleihung[2]
8. 1961: Johannes D. H. van der Toorn[2] (Niederlande) und Hans Ferdinand Mayer[2][7]
9. 1962: Hans Georg Möller[2]
10. 1963: Leo Pungs[2][8]
11. 1964: Hans Busch[2][9]
12. 1965: Karl Herz[10]
13. 1966: Richard Feldtkeller (TH Stuttgart)[11]
14. 1967: Gustav Adolf Wettstein (Schweiz)[12]
15. 1968: Arthur Mehlis
16. 1969: Friedrich Gladenbeck[13]
17. 1970: Günter Wuckel[14]
18. 1971: Helmut Bornemann[15]
19. 1972: Franz Etzel (Siemens & Halske)[16]
20. 1973: Thomas Ellsworth Nelson (US State Department)[17]
21. 1974: Josef Lennertz[18]
22. 1975: Adolf Heilmann (TH Darmstadt und Leiter der Funkabteilung beim FTZ)[19]
23. 1976: Fritz Locker (Schweiz) oder Fritz Locher[20]
1977: ?
24. 1978: Mohamed Mili[21]
1979: ?
25. 1980: Alfred Lotze, Direktor des Instituts für Nachrichtenvermittlung und Datenverarbeitung der Universität Stuttgart.[22]
1981: ?
26. 1982:	Hans Pausch
1983: ?
1984: ?
1985: ?
1986: ?
1987–1992: keine Verleihung
27. 1993: Thomas Haug (Swedish Telekom)[23]
1994: ?
1995: ?
1996: ?
1997: ?
1998: ?
1999: ?
2000: ?
28. 2001: Peter Mihatsch[24]